# Biografia
Una biografia és un gènere de la literatura (o d'altres mitjans, com el cinema) que consisteix en la narració de la vida d'algun personatge, escollit generalment per la seva activitat o el seu ressò públics. Generalment, s'utilitza el terme biografia per a narracions sobre personatges no ficticis. Una biografia escrita pel mateix personatge és una autobiografia. La paraula prové del grec βίος, bios (vida) i γράφω, grapho (escriure).
Una biografia és més que una col·lecció de dades (naixement, educació, treball, etc.) o un curriculum vitae. Normalment, també tracta de les emocions i sentiments de la persona respecte a les experiències de la seva vida.
Les biografies més antigues que es coneixen són les produïdes pels escribes de l'antiguitat: Antic Egipte, Mesopotàmia, diverses biografies de l'Antic Testament i, més endavant, les biografies de la Grècia Antiga i els evangelis, que narraven la vida de Jesús de Natzaret. En general, el rigor històric d'aquestes hagiografies és força baix. Durant l'edat mitjana, els principals escriptors de biografies són els monjos, que escriuen sobretot sobre personatges religiosos. És al segle xvii que es comencen a escriure biografies modernes sobre personatges notables. Avui en dia, és un gènere molt popular, tant en literatura com en cinema.
Una biografia autoritzada s'escriu amb el permís, la cooperació i, de vegades, la participació d'un subjecte o hereus d'un subjecte. Una autobiografia és escrita per la mateixa persona, de vegades amb l'ajuda d'un col·laborador o negre literari.

## Història
Al principi, els escrits biogràfics es consideraven només com una subsecció de la història centrada en un individu particular d'importància històrica. El gènere independent de la biografia, diferent de l'escriptura d'història general, va començar a sorgir al segle xviii i va assolir la seva forma contemporània a l'inici del segle xx.

### Biografia històrica

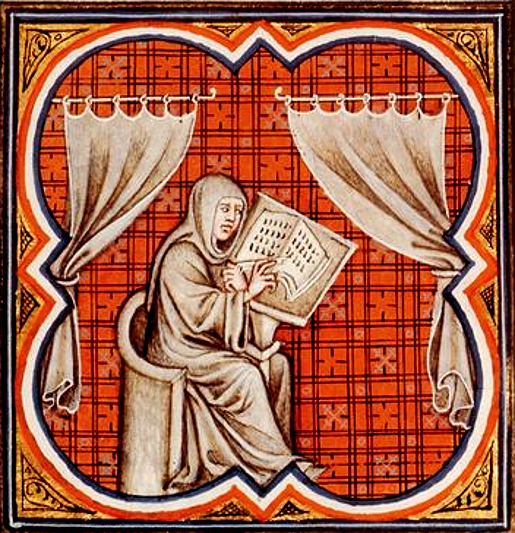
Einhard com a escrivà.

La biografia és el gènere literari més antic de la història. Segons l'egiptòleg Miriam Lichtheim, l'escriptura va donar els seus primers passos cap a la literatura en el context de les inscripcions funeràries de la tomba privada. Aquests eren textos biogràfics commemoratius que relaten les carreres dels alts funcionaris reials difunts. Els primers textos biogràfics són del segle xxvi aC.
Al segle xxi aC, es va compondre una altra biografia famosa a Mesopotàmia sobre Guilgameix. Una de les cinc versions podria ser històrica.
De la mateixa regió un parell de segles més tard, segons la Bíblia, va marxar Abraham. Ell i els seus 3 descendents es van convertir en subjectes de les antigues biografies hebrees ja fossin de ficció o històriques.
Un dels primers biògrafs romans va ser Corneli Nepot, que va publicar la seva obra Excellentium Imperatorum Vitae ("Vides de generals destacats") l'any 44 aC. Biografies més llargues i extenses van ser escrites en grec per Plutarc, a la seva Vides paral·leles, publicada cap a l'any 80 d.C. En aquesta obra, els grecs famosos es combinen amb els romans famosos, per exemple, els oradors Demòstenes i Ciceró, o els generals Alexandre el Gran i Juli Cèsar; sobreviuen una cinquantena de biografies de l'obra. Una altra col·lecció coneguda de biografies antigues és De vita Caesarum ("Sobre les vides dels Caesars") de Suetoni, escrita cap a l'any 121 d.C. a l'època del emperador Hadrià. Mentrestant, a la perifèria imperial oriental, l'Evangeli descrivia la vida de Jesús.
A l'inici de l'edat mitjana (entre el 400 i el 1450 dC), hi va haver una disminució de la consciència de la cultura clàssica a Europa. Durant aquest temps, els únics dipòsits de coneixement i registres de la història primerenca a Europa eren els de l'Església Catòlica Romana. Ermitans, monjos i sacerdots van utilitzar aquest període històric per escriure biografies. Els seus subjectes estaven generalment restringits als pares de l'església, màrtirs, papes i sants. Les seves obres havien d'inspirar la gent i els vehicles per a la conversió al cristianisme (vegeu Hagiografia). Un exemple secular significatiu d'una biografia d'aquest període és la vida de Carlemany del seu cortesà Einhard.
A l'Oest de l'Índia medieval, hi havia un gènere literari sànscrit jainista per escriure narracions biogràfiques semihistòriques sobre la vida de personatges famosos anomenats Prabandhas. Els prabandhas van ser escrits principalment per erudits jainistes a partir del segle xiii i es van escriure en sànscrit col·loquial (a diferència del sànscrit clàssic). La col·lecció més antiga titulada explícitament Prabandha-  és el Prabandhavali de Jinabhadra (1234 dC).
A la Civilització islàmica medieval (c. 750 a 1258 dC), es van començar a escriure biografies musulmanes tradicionals similars de Mahoma i altres figures importants de la història de l'Islam primerenca, començant la tradició de la biografia profètica. Els primers diccionaris biogràfics es van publicar com a compendi de personalitats islàmiques famoses a partir del segle ix. Contenien més dades socials per a un gran segment de la població que altres obres d'aquell període. Els primers diccionaris biogràfics es van centrar inicialment en la vida dels profetes de l'Islam i els seus companys, amb un dels primers exemples d'aquests Kitāb al-Ṭabaqāt al-Kabīr («El llibre de les classes principals») d'Ibn Sad. I aleshores va començar la documentació de la vida de molts altres personatges històrics (des de governants fins a erudits) que van viure al món islàmic medieval.
A finals de l'Edat Mitjana, les biografies es van tornar menys orientades a l'església a Europa a mesura que van començar a aparèixer biografies de reis, cavallers i tirans. La més famosa d'aquestes biografies va ser La mort d'Artús de Sir Thomas Malory. El llibre era un relat de la vida del llegendari Rei Artur i els seus Cavallers de la Taula Rodona. Després de Malory, el nou èmfasi en l'humanisme durant el Renaixement va promoure un enfocament en temes seculars, com ara artistes i poetes, i va encoratjar l'escriptura en llengua vernacla.

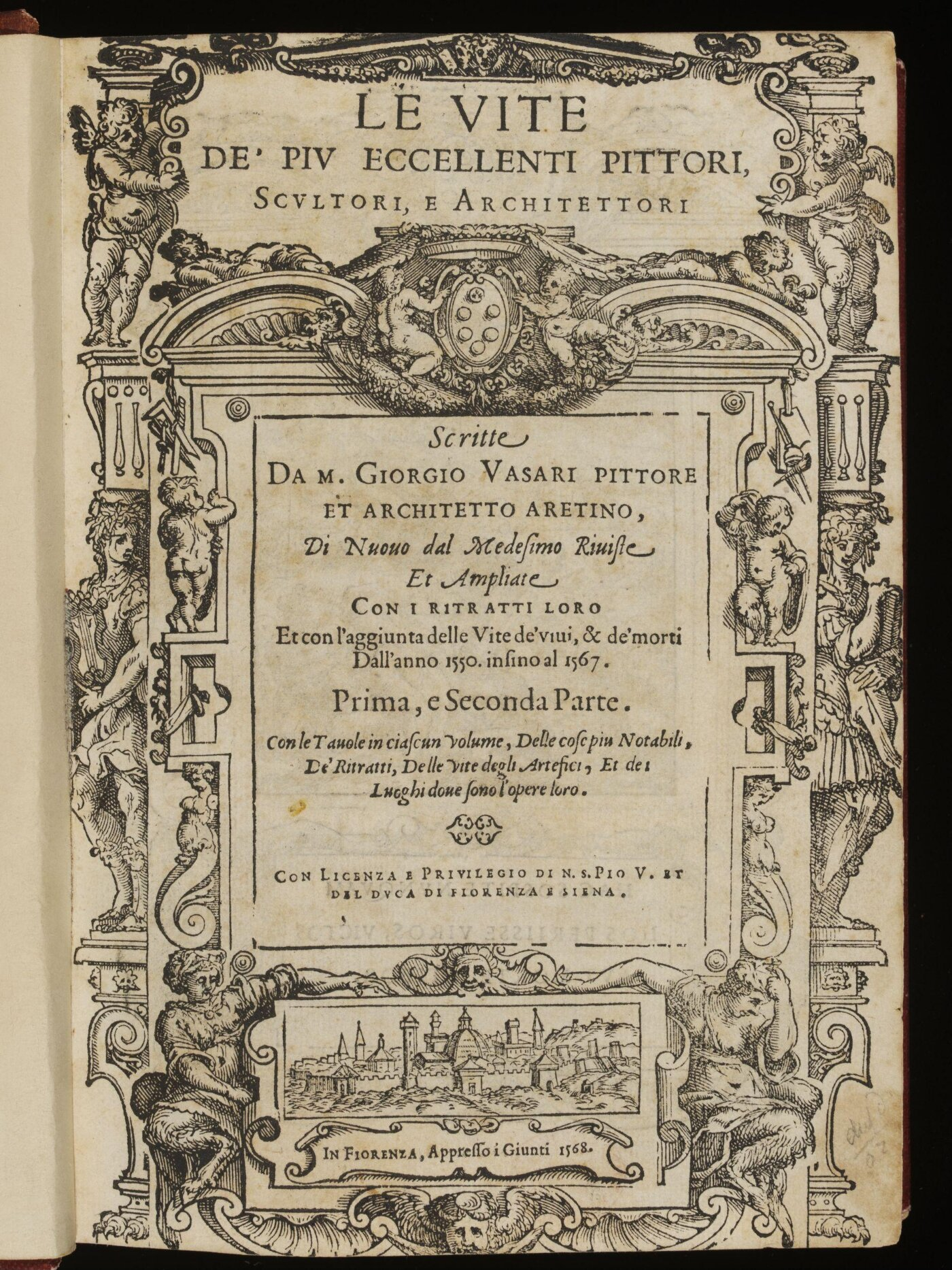
Edició de 1558 de Le vite de' più eccellenti pittori, scultori, e architettori de Giorgio Vasari.

Le Vite de' più eccellenti pittori, scultori, ed architettori (1550) de Giorgio Vasari va ser la biografia de referència centrada en vides seculars. Vasari va fer famosos els seus subjectes, ja que Le Vite es va convertir en un dels primers "best-sellers". Cal destacar dues altres novetats: el desenvolupament de la impremta al segle xv i l'augment gradual de l'alfabetització.
Influent en la configuració de les concepcions populars dels pirates, A General History of the Pyrates (1724), de Charles Johnson, és la font principal de les biografies de molts pirates coneguts.

### Aparició del gènere literari

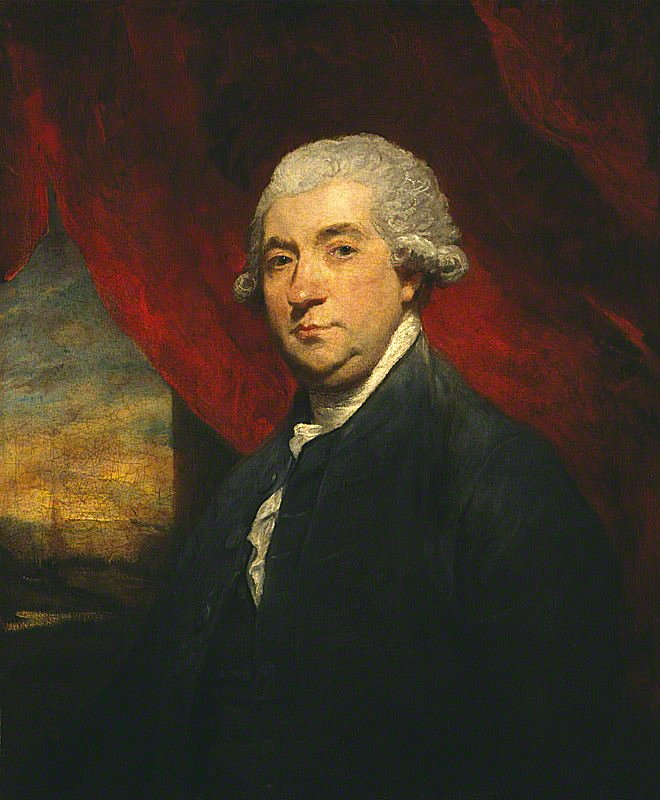
James Boswell va escriure el que molts consideren la primera biografia moderna, The Life of Samuel Johnson, el 1791.

La primera biografia moderna, i una obra que va exercir una influència considerable en l'evolució del gènere, va ser The Life of Samuel Johnson de James Boswell, una biografia del poeta i lexicògraf Samuel Johnson publicades el 1791.
Boswell va cobrir la totalitat de la vida de Johnson mitjançant investigacions addicionals sobre el que era conegut, que començava el 1763 quan Johnson tenia 54 anys. En si mateix una etapa important en el desenvolupament del gènere modern de la biografia, s'ha afirmat que és la més gran biografia escrita en anglès. El treball de Boswell va ser únic pel seu nivell d'investigació, que va incloure estudi d'arxius, testimonis i entrevistes de testimonis oculars, la seva narrativa robusta i atractiva i la seva representació honesta de tots els aspectes de la vida i el caràcter de Johnson, una fórmula que serveix com a base de la literatura biogràfica fins avui.
L'escriptura biogràfica es va estancar en general durant el segle xix; en molts casos, hi va haver una inversió cap al mètode més familiar hagiogràfic d'elogiar els morts, semblant a les biografies dels sants produïdes a l'edat mitjana. Tanmateix, el nombre de biografies impreses va experimentar un ràpid creixement, gràcies a un públic lector en expansió. Aquesta revolució en l'edició va posar els llibres a l'abast d'un públic més ampli de lectors. A més, es van publicar per primera vegada edicions assequibles en rústica de biografies populars. Els periòdics van començar a publicar una seqüència d'esbossos biogràfics.
Les autobiografies es van fer més populars, ja que amb l'augment de l'educació i la impressió barata, els conceptes moderns de fama i celebritat van començar a desenvolupar-se. Les autobiografies van ser escrites per autors, com ara Charles Dickens (que va incorporar elements autobiogràfics a les seves novel·les) i Anthony Trollope, (la seva Autobiografia va aparèixer pòstumament, convertint-se ràpidament en un èxit de vendes a Londres),) filòsofs, com John Stuart Mill, eclesiàstics com John Henry Newman i animadors com P. T. Barnum.

### Biografia moderna
Les ciències de la psicologia i la sociologia van ser ascendents a principis del segle xx i van influir molt en les biografies del nou segle. La desaparició de la Teoria del gran home de la història va ser indicativa de la mentalitat emergent. El comportament humà s'explicaria a través de les teories darwinianes. Les biografies "sociològiques" concebien les accions dels seus subjectes com a resultat de l'entorn, i tendien a minimitzar la individualitat. El desenvolupament de la psicoanàlisi va conduir a una comprensió més penetrant i integral del tema biogràfic, i va induir els biògrafs a donar més èmfasi a la infància i l'adolescència. És evident que aquestes idees psicològiques estaven canviant la manera com s'escrivien les biografies, a mesura que es va desenvolupar una cultura de l'autobiografia, en la qual l'explicació de la pròpia història es va convertir en una forma de teràpia. El concepte convencional d'herois i narracions dels èxits va desaparèixer en l'obsessió per les exploracions psicològiques de la personalitat.
El crític britànic Lytton Strachey va revolucionar l'art de l'escriptura biogràfica amb la seva obra de 1918 Eminent Victorians, que consta de biografies de quatre personatges destacats de l'era victoriana: Cardenal Manning, Florence Nightingale, Thomas Arnold i el General Gordon. Strachey es va proposar donar vida a l'era victoriana perquè les generacions futures la llegissin. La seva narració va enderrocar els mites que s'havien construït al voltant d'aquests estimats herois nacionals britànics, als quals no considerava més que uns «hipòcrites despistats». El llibre va assolir fama mundial pel seu estil irreverent i enginyós, la seva naturalesa concisa i precisa i la seva prosa artística.
A les dècades de 1920 i 1930, els escriptors biogràfics van intentar capitalitzar la popularitat de Strachey imitant el seu estil. Aquesta nova escola comptava amb iconoclastes, analistes científics i biògrafs de ficció i incloïa Gamaliel Bradford, André Maurois i Emil Ludwig, entre d'altres. Robert Graves (Jo, Claudi, 1934) va destacar entre els que seguien el model de Strachey de «desacreditar les biografies». La tendència de la biografia literària va anar acompanyada en la biografia popular per una mena de «voyeurisme de celebritats», a les primeres dècades del segle. L'atractiu d'aquesta darrera forma per als lectors es basava més en la curiositat que en la moral o el patriotisme. A la Primera Guerra Mundial, les reimpressions barates de tapa dura s'havien fet populars. Les dècades de la dècada de 1920 van ser testimonis d'un "boom" biogràfic.
L'estudiosa feminista Carolyn Heilbrun va observar que les biografies i autobiografies de les dones van començar a canviar de caràcter durant la segona onada d'activisme feminista. Va citar la biografia de Nancy Milford Zelda de 1970, com el "inici d'un nou període de biografia femenina, perquè «[només] el 1970 estàvem disposats a llegir que  Zelda no havia destruït Fitzgerald, sino Fitzgerald a ella: havia usurpat la seva narrativa.» Heilbrun va nomenar 1973 com el punt d'inflexió en l'autobiografia de dones, amb la publicació de Journal of a Solitude de May Sarton, perquè va ser la primera instància en què una dona va explicar la seva història de vida, no trobant «bellesa fins i tot en el dolor» i transformant «la ràbia en acceptació espiritual», sinó reconeixent allò que abans havia estat prohibit a les dones: el seu dolor, la seva ràbia i la seva «admissió oberta del desig de poder i control sobre la pròpia vida».

## Premis
Diversos països ofereixen un premi anual per escriure una biografia com ara:
- Premi de biografia Drainie-Taylor – Canadà
- Premi Nacional de Biografia – Austràlia
- Premi Pulitzer de Biografia o Autobiografia – Estats Units
- Premi Costa Book a la millor biografia – Regne Unit
- Premi J. R. Ackerley a l'autobiografia – Regne Unit
- Premi Goncourt de la biografia – França